# TT353
| T23 | n · mwt |

| T23 | n · mwt |

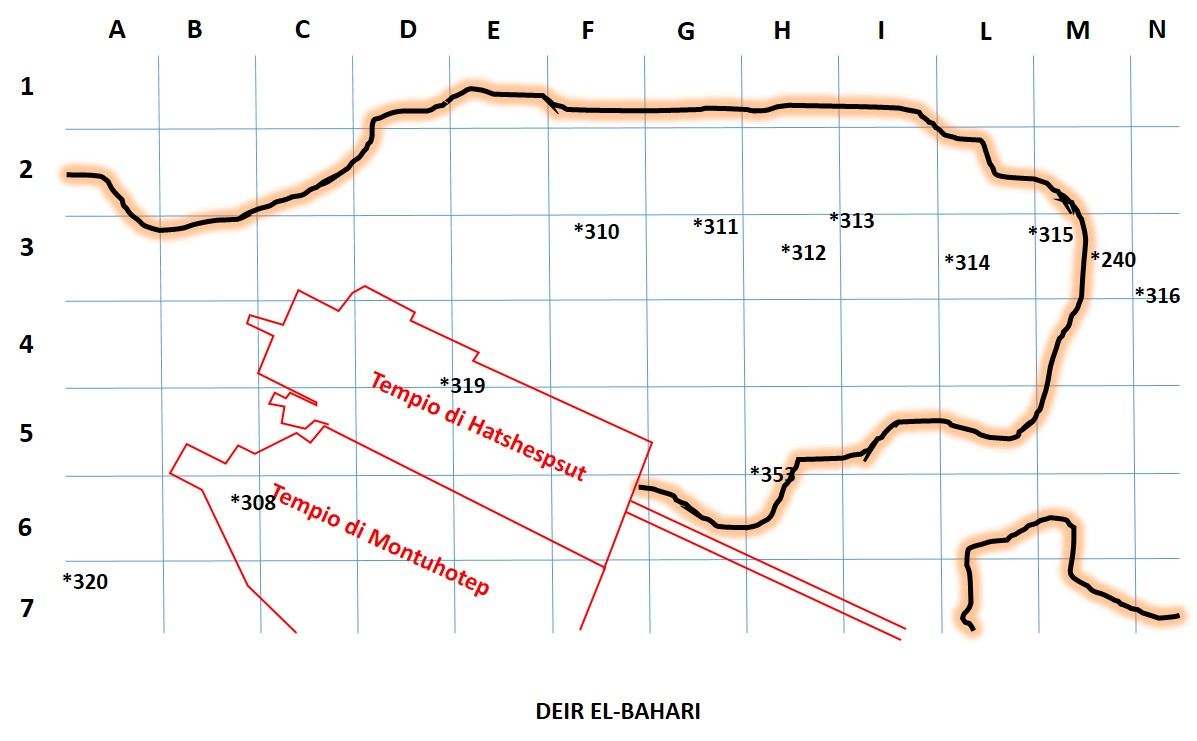
Deir el-Bahari con il tempio di Hatshepsut e l'ubicazione della TT353

TT353 (Theban Tomb 353) è la sigla che identifica una delle Tombe dei Nobili ubicate nell'area della cosiddetta Necropoli Tebana, sulla sponda occidentale del Nilo dinanzi alla città di Luxor, in Egitto. Destinata a sepolture di nobili e funzionari connessi alle case regnanti, specie del Nuovo Regno, l'area venne sfruttata, come necropoli, fin dall'Antico Regno e, successivamente, sino al periodo Saitico (con la XXVI dinastia) e Tolemaico.

## Titolare
TT353 era la tomba di:
| Titolare | Titolo                 | Necropoli      | Dinastia/Periodo            | Note |
| -------- | ---------------------- | -------------- | --------------------------- | ---- |
| Senenmut | Amministratore di Amon | Deir el-Bahari | XVIII dinastia (Hatshepsut) |      |

## Biografia
Ramosi fu il padre di Senmut, Hatnefer (detta anche Titutyu) la madre.  Neferether, e Iahotep furono le sue sorelle, e Senimen (TT252), Minhotep, prete "wab" di Amon, Amenemhat, portatore della barca sacra di Amon e Pairi, guardiano del bestiame nel dominio del dio i suoi fratelli. Al titolo di Amministratore dei domini di Amon, Senmut sommava, tra gli altri, anche quello di Architetto reale; sua sarebbe, infatti la progettazione e la costruzione del "Sublime dei sublimi", il Tempio funerario di Hatshepsut a Deir el-Bahari.

## La tomba
TT353, a brevissima distanza dal tempio funebre di Hatshepsut, deve intendersi, verosimilmente, come camera funeraria di Senenmut al cui nome è attestata anche la TT71, nell'area di Sheikh Abd el-Qurna che deve intendersi, invece, più come cappella funeraria che come tomba vera e propria. Quest'ultima, infatti, venne costruita, ma verosimilmente mai usata per il seppellimento. TT353 è costituita da una scala che adduce a un livello inferiore, costituito da un'unica sala di forma rettangolare. Sulle pareti della scala di accesso (1 in planimetria) un abbozzo del viso del defunto; nella sala inferiore, il cui soffitto riproduce uno zodiaco con i dodici mesi dell'anno rappresentati da altrettanti cerchi, brani dal Libro dei Morti (da 2 a 7 in planimetria) sovrastano piccole scene con il defunto in presenza del nome di Horus e del cartiglio di Hatshepsut (2-3); il defunto viene purificato (3) da un prete in presenza di un uomo che offre vestiario e la rappresentazione dei Campi di Iaru(4). In una nicchia poco profonda, sulla parete di fondo della sala (8), in alto il defunto inginocchiato; al di sotto una Falsa porta con il defunto seduto accanto ai suoi genitori e una doppia scena con il defunto che riceve offerte. Scene solo abbozzate di un uomo in piedi, il dio Anubi, una divinità mummificata (non specificata), un toro e sette vacche. Nella TT353 vennero rinvenuti cinque contenitori in alabastro intestati ad Hatshepsut "amata da Monthu" e il deposito di fondazione del defunto con un piatto in alabastro pure dedicato al defunto.

### Il soffitto astronomico

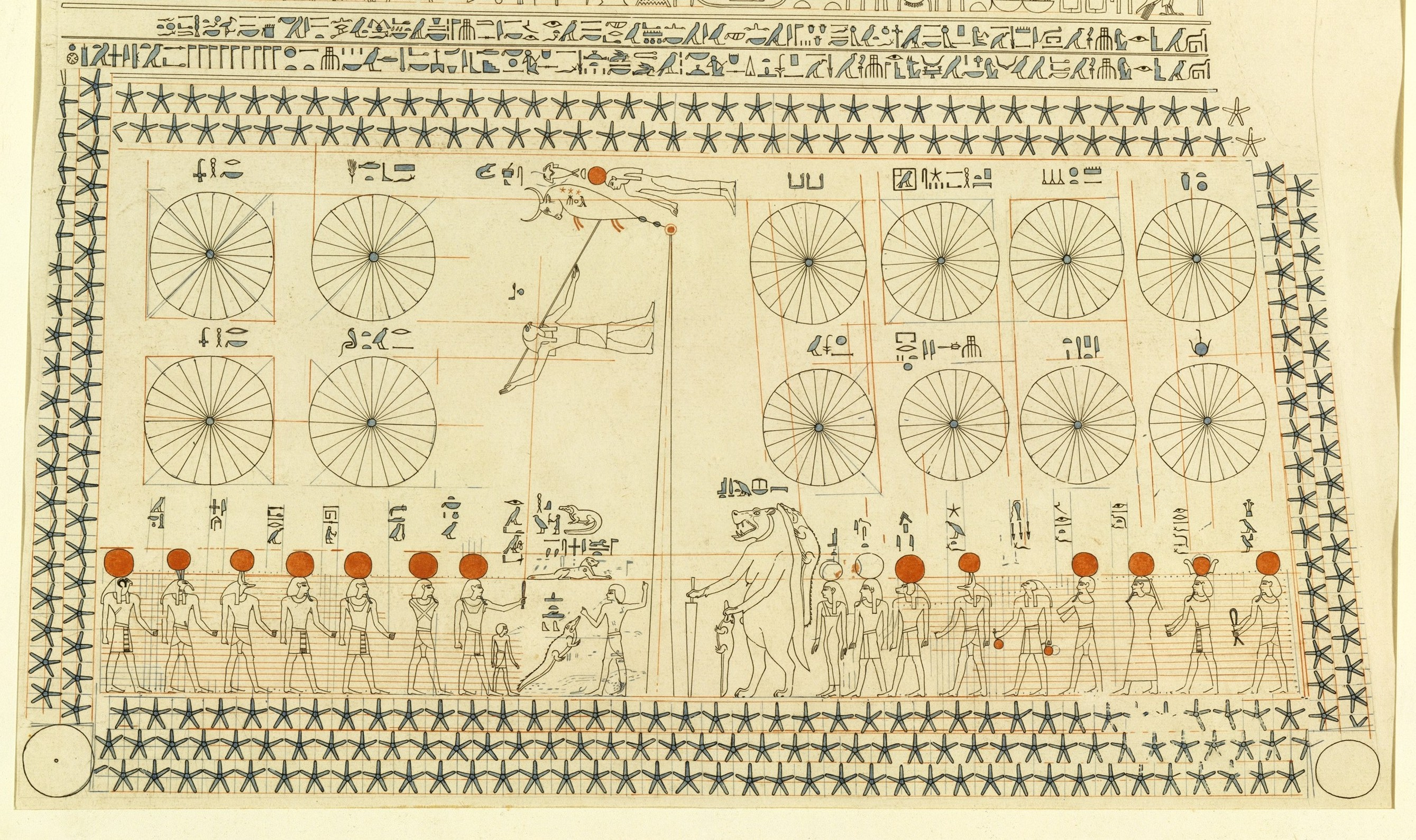
Una parte dello zodiaco riprodotto sul soffitto della TT353

Il soffitto della sala, rettangolare, è suddiviso in due parti suddivise dal colmo del tetto. Tutto il soffitto è circondato da una cornice di stelle. Mentre una delle parti rappresenta l'universo con le costellazioni note e con riferimenti di tipo astronomico, l'altra è costituita da una serie di dodici cerchi rappresentanti i dodici mesi dell'anno identificati con le relative tre stagioni di appartenenza (Akhet, Peret e Shemu), ciascuno dei quali suddiviso in ventiquattro settori. I cerchi/mesi sono a loro volta separati tra loro, da un triangolo isoscele molto acuto, a costituire due gruppi, uno di quattro cerchi, l'altro di otto. Il triangolo collega il punto di osservazione terrestre a un punto della volta celeste che si trova sulla sua verticale; qui una divinità indica una stella componente la costellazione egizia della "coscia di toro", corrispondente all'Orsa maggiore, ad indicare il passaggio dalla seconda alla terza stagione dell'anno (da Akhet, dell"inondazione", a Peret, "comparsa delle terre" al ritirarsi delle acque).
Altra area del soffitto rappresenta invece il riapparire della stella Rigel, o Beta Orionis, della costellazione di Orione associata al dio Osiride. Altri riferimenti legati alla figura del dio e indicazioni di costellazioni recate da altre divinità, pure rappresentate, indicano l'inizio della terza stagione, Shemu, "della semina". Moderni calcoli di traiettorie delle stelle nel corso dei secoli hanno permesso di affermare che il passaggio rappresentato indicherebbe la notte tra il 14 e il 15 novembre 1463 a.C..

### Annotazioni
1. ↑  La numerazione dei locali e delle pareti segue quella di Porter e Moss 1927, p. 416.
2. ↑  La prima numerazione delle tombe, dalla numero 1 alla 252, risale al 1913 con l'edizione del "Topographical Catalogue of the Private Tombs of Thebes" di Alan Gardiner e Arthur Weigall. Le tombe erano numerate in ordine di scoperta e non geografico; ugualmente in ordine cronologico di scoperta sono le tombe dalla 253 in poi.
3. ↑  I campi della Duat, ovvero l'aldilà egizio, si trovavano, secondo le credenze, proprio sulla riva occidentale del grande fiume.
4. ↑  Nella sua epoca di utilizzo, l'area era nota come "Quella di fronte al suo Signore" (con riferimento alla riva orientale, dove si trovavano le strutture dei Palazzi di residenza dei re e i templi dei principali dei) o, più semplicemente, "Occidente di Tebe".
5. ↑  le Tombe dei Nobili, benché raggruppate in un'unica area, sono di fatto distribuite su più necropoli distinte.
6. ↑  Le note, sovente di inquadramento topografico della tomba, sono tratte, fino alla TT252, dal "Topographical Catalogue" di Gardiner e Weigall, ed. 1913 e fanno perciò riferimento alla situazione dell'epoca.
7. ↑  I preti "wab", ma anche "uab", o "uebu", appartenevano al basso clero ed erano incaricati della manutenzione degli strumenti del culto e degli oggetti comunque ad esso connessi. A loro competeva il lavacro e l'abbigliamento giornaliero della statua del dio presso cui operavano e il trasporto della stessa statua (generalmente su una barca sacra) durante le cerimonie. Erano gerarchicamente sottoposti a un "grande prete wab" cui competevano le operazioni giornaliere di culto della divinità.
8. ↑  Senmut assommava in sé i tioli di: Responsabile della duplice casa dell'oro, Responsabile del giardino di Amon, Responsabile dei campi di Amon, Sacerdote della barca di Amon (l'Userhat), Intendente di Amon, Intendente della figlia reale Neferura, Responsabile delle greggi di Amon, Governatore di tutti gli uffici della dea.
9. ↑  Si ritiene che il suo corpo sia da individuarsi nel cosiddetto "Unknown Man C" rinvenuto tra oltre 50 mummie (tra cui Thutmosi III) nel cosiddetto "nascondiglio" di Deir el-Bahari, contrassegnato dalla sigla DB320.
10. ↑  A lungo si è dibattuto sul perché di una doppia sepoltura, non era tuttavia inusuale durante la XVIII dinastia, che funzionari di Palazzo, così come i re del resto, disponessero di una tomba separata dalla Cappella funeraria. A titolo di esempio, si pensi allo stesso tempio funebre di Hatshepsut, a Deir el-Bahari, in località diversa da quella, la Valle dei Re in cui si apre la tomba KV20.
11. ↑  L'anno solare di 365 giorni era ottenuto dalla somma dei giorni delle tre stagioni, ciascuna della durata di 120 giorni, cui si aggiungevano cinque Giorni epagomeni, un periodo di festività per il Nuovo Anno. Il Decreto di Canopo di Tolomeo III, introdusse nel 238 a.C. un sesto giorno epagomenale, da aggiungere ogni 4 anni. L'aggiunta dell'anno bisestile fu formalizzata da Cesare nel 55 a.C.

### Fonti
1. 1 2  Porter e Moss 1927,  p. 139.
2. ↑  Gardiner e Weigall 1913.
3. ↑  Donadoni 1999,  p. 115.
4. ↑  Porter e Moss 1927, p. 417.
5. ↑  Porter e Moss 1927,  pp. 417-418.
6. ↑  Dormann 1988.
7. ↑  Dormann 2005, pp. 131-132.